# Patinação artística na Universíada de Inverno de 2001 - Individual masculino
A competição individual masculino da patinação artística na Universíada de Inverno de 2001 foi realizada em Zakopane, Polônia.

## Medalhistas
| Ouro   | RUS Roman Serov    |
| Prata  | CHN Hu Xiaoou      |
| Bronze | JPN Makoto Okazaki |

## Resultados

### Geral
| Pos.              | Nome                | Nacionalidade | Pontos | PC | PL |
| ----------------- | ------------------- | ------------- | ------ | -- | -- |
| Medalha de ouro   | Roman Serov         | Rússia        | 1.5    | 1  | 1  |
| Medalha de prata  | Hu Xiaoou           | China         | 4.0    | 2  | 3  |
| Medalha de bronze | Makoto Okazaki      | Japão         | 5.5    | 3  | 4  |
| 4                 | Gabriel Monnier     | França        | 7.5    | 11 | 2  |
| 5                 | Stanislav Timchenko | Rússia        | 8.0    | 6  | 5  |
| 6                 | Alexei Vassilevski  | Rússia        | 10.5   | 7  | 7  |
| 7                 | Patrick Meier       | Suíça         | 12.0   | 8  | 8  |
| 8                 | Sergei Davydov      | Bielorrússia  | 12.5   | 13 | 6  |
| 9                 | Kensuke Nakaniwa    | Japão         | 12.5   | 5  | 10 |
| 10                | Robert Grzegorczyk  | Polônia       | 13.0   | 4  | 11 |
| 11                | Eiji Iwamoto        | Japão         | 17.5   | 17 | 9  |
| 12                | Alexei Kozlov       | Estônia       | 17.5   | 9  | 13 |
| 13                | Angelo Dolfini      | Itália        | 20.0   | 10 | 15 |
| 14                | Juraj Sviatko       | Eslováquia    | 21.0   | 18 | 12 |
| 15                | Sergei Rylov        | Azerbaijão    | 22.0   | 16 | 14 |
| 16                | Oleksandr Smokvin   | Ucrânia       | 22.5   | 16 | 14 |
| 17                | Margus Hernits      | Estônia       | 24.0   | 12 | 18 |
| 18                | Yuri Litvinov       | Cazaquistão   | 27.0   | 18 | 18 |
| 19                | Tero Hämäläinen     | Finlândia     | 28.5   | 19 | 19 |
| 20                | Bartosz Domański    | Polônia       | 30.0   | 20 | 20 |
| 21                | Igor Rolinsky       | Bielorrússia  | 31.5   | 21 | 21 |

Legenda
| Recorde mundial      | Recorde mundial (World record)               |                       | Recorde africano                      | Recorde africano (African) |                                           | Q | Classificado por posição (Qualified) |
| Recorde olímpico     | Recorde olímpico (Olympic record)            | Recorde da América    | Recorde da América (Americas)         | q                          | Classificado por melhor tempo (Qualified) |   |                                      |
| Melhor marca do ano  | Melhor marca do ano (World leading)          | Recorde asiático      | Recorde asiático (Asian)              | DNS                        | Não largou (Did not start)                |   |                                      |
| Recorde nacional     | Recorde nacional (National record)           | Recorde europeu       | Recorde europeu (European)            | DNF                        | Não terminou (Did not finish)             |   |                                      |
| Recorde pessoal      | Recorde pessoal do atleta (Personal best)    | Recorde da Oceania    | Recorde da Oceania (Oceania)          | DSQ / DQ                   | Desclassificado (Disqualified)            |   |                                      |
| Recorde da temporada | Recorde da temporada do atleta (Season best) | Recorde sul-americano | Recorde sul-americano (South America) | NM                         | Sem marca (No mark)                       |   |                                      |